# Teton Range
Teton Range er en mindre bjergkæde i Rocky Mountains i det vestlige USA. Bjergkæden, der løber nord/syd ligger på grænsen mellem Idaho og Wyoming lige syd for Yellowstone National Park. Det meste af bjergkæden ligger inden for grænserne af Grand Teton National Park. Kæden betragtes som én af de smukkeste kæder i Rocky Mountains.
Bjergkædens højeste bjerge er Grand Teton på 4.197 meter (det næsthøjeste bjerg i Wyoming og nr. 38 i USA), Mount Owen på 3.940 m, Middle Teton på 3.903 m og Mount Moran på 3.842. Betydningen af navnet på bjergkæden er omdiskuteret. Nogle mener at det er navnet på en Sioux stamme (Teton Sioux), der levede i området før de hvide kom til. Andre mener at navnet er givet af en fransk pelsjæger, der som den første så bjergkæden fra Idaho-siden. I givet fald skulle "teton" være fransk slang for "brystvorter" og hentyde til bjergenes form. 
Langs bjergkæden ligger en række søer, blandt andre Jackson Lake, Jenny Lake, Bradely Lake og Phelps Lake. Langs bjergkæden løber også Snake River. Bjergkæden rummer en række gletsjere, hvoraf en stor del er ved at bortsmelte. Temperaturerne svinger meget fra sommer til vinter. Om sommeren kommer temperaturen op på 34-35 grader celsius, mens den om vinteren kommer ned på under -40 grader celsius. Den laveste temperatur, der er målt i området er -66 grader. Det gennemsnitlige årlige snefald i området er ca. 490 mm, mens der om sommeren og efteråret falder i gennemsnit 250 mm regn.